# Nora Glickman
Nora Glickman (* 23. Juli 1944 in Bernasconi als Nora Rosembuj) ist Professorin für Vergleichende Literaturwissenschaft und Lateinamerikanische Literatur am Queens College in New York City.
Glickmans Großeltern waren Russen, die nach Argentinien auswanderten und dort als Bauern lebten. Ihre Eltern wurden beide in Bernasconi geboren. 1960 verließ Nora Glickman Argentinien und studierte in England, Israel und den Vereinigten Staaten. Im Jahr 1964 heiratete sie den gebürtigen Schotten Henry Simon Glickman und ein Jahr später emigrierte das Paar in die USA. Ihren Ph.D. in Vergleichender Literaturwissenschaft machte sie an der New York University im Jahr 1978.
Glickman veröffentlichte über hundert Artikel. Der Schwerpunkt ihrer Arbeit befasst sich mit dem Bild der Juden in der lateinamerikanischen Literatur. Daneben ist sie als Übersetzerin tätig und schreibt Kurzgeschichten und Theaterstücke.

## Werke (Auswahl)
- Leib Malach y la trata de blancas. Buenos Aires, 1984
- Mujeres, memorias, malogros. Buenos Aires, 1991
- Teatro de Nora Glickman. Buenos Aires, 2000
- The Jewish White Slave Trade and The Untold Story of Raquel Liberman. New York, 2000
- Antología Bilingue/Bilingual Anthology. Buenos Aires, 2004
- Bridging Continents: Cinematic and Literary Representations of Spanish and Latin American Themes. Arizona, 2004
- “Dos Charlottes.” In Dramaturgas en la escena del Mundo. Buenos Aires, 2004
- Puerta entre abierta. Buenos Aires, 2004